# ألبين أفديياي
ألبين أفديياي (مواليد 12 يناير 1994) هو لاعب كرة قدم محترف يلعب كمهاجم. ولد في سويسرا، ومثل تلك الأمة على المستوى الدولي للشباب، وشارك في مباراتين وديتين مع فريق كوسوفو الأول، ولعب مرتين مع ألبانيا على مستوى تحت 21 عامًا.

## المسيرة الكروية

### فولفسبورغ ب
ولد أفديياي في زيورخ. بعد فشله في الانضمام إلى الفريق الأول لنادي جراسهوبر، انضم إلى الفريق الاحتياطي لنادي فولفسبورغ لموسم 2015–16. شارك لأول مرة في الدوري الإقليمي في 17 أغسطس، حيث لعب لمدة 90 دقيقة كاملة في فوز خارج أرضه على نويمونستر 1–0. ثم سجل أفديياي أهدافه الأولى مع وولفرهامبتون في 6 سبتمبر في فوز ساحق 4–0 على هافيلس. واصل أفديياي مستواه القوي، مسجلاً هدفًا ضد آينتراخت نورديرشتيدت ‏، وهدف الفوز ضد في إف بي أولدنبورغ ‏، قبل أن يسجل هدفين آخرين في الفوز 4–2 على أرضه على براونشفايج، ليرتفع رصيده إلى 6 أهداف.

### فادوتس
في 30 أغسطس 2015، في اليوم الأخير من سوق الانتقالات، أكمل أفديجاي انتقاله إلى فادوز مقابل رسوم غير معلنة، ووقع حتى يونيو 2017. عند التوقيع، صرح أفديياي: «تم إتمام عملية الانتقال بنجاح، وأنا مستعد للتحدي الجديد». تم اختياره للرقم 7 في الفريق، وشارك لأول مرة في المنافسة في 12 سبتمبر في الأسبوع الافتتاحي للدوري السويسري الممتاز ضد يونج بويز، حيث دخل كبديل في الشوط الثاني في مباراة انتهت بنتيجة 4–0 خارج الأرض. افتتح حسابه التهديفي في وقت لاحق في 31 أكتوبر عندما سجل الهدف الافتتاحي ضد بازل، والذي تبين أنه لا شيء حيث ارتد الزوار ليفوزوا 2–1. بعد أسبوع واحد، عاد أفديياي إلى قائمة الهدافين، مسجلاً هدفًا في الدقيقة 72 ضد نادي زيوريخ، لكنه طُرد بعد دقيقتين بعد حصوله على البطاقة الصفراء الثانية؛ وانتهت المباراة بالتعادل 1–1.

### فيبورج
في 3 سبتمبر 2019، انضم أفديجاي إلى نادي فيبورغ في الدنمارك في صفقة مدتها ثلاث سنوات. في 19 مايو 2020، أكد النادي أنه تم إنهاء عقد أفديياي، لأنه أراد أن يكون أقرب إلى عائلته في سويسرا.

### كرينز
في 1 يوليو 2021، وقع مع كرينز.

## المسيرة الدولية

### كوسوفو
في مايو 2014، قبل أفديياي دعوة من ألبرت بونجاكو للعب مع كوسوفو في المباريات الودية ضد تركيا والسنغال. شارك لأول مرة مع كوسوفو ضد تركيا في 21 مايو، حيث ظهر كبديل في الدقيقة 60 في هزيمة على أرضه بنتيجة 1–6. وبعد أربعة أيام، شارك للمرة الثانية، وكانت أول مشاركة له كلاعب أساسي، في هزيمة أخرى، هذه المرة أمام السنغال في ملعب جنيف. وكانت تلك هي مشاركاته الوحيدة مع منتخب كوسوفو، قبل أن ينتقل للعب مع منتخب ألبانيا.

## الإحصائيات

### النادي
آخر تحديث 13 أبريل 2019
.
| النادي                   | الموسم   | الدوري                                     | الدوري | الدوري  | الكأس  | الكأس   | أوروبا | أوروبا  | أخرى   | أخرى    | المجموع | المجموع |
| النادي                   | الموسم   | الدرجة                                     | الظهور | الأهداف | الظهور | الأهداف | الظهور | الأهداف | الظهور | الأهداف | الظهور  | الأهداف |
| ------------------------ | -------- | ------------------------------------------ | ------ | ------- | ------ | ------- | ------ | ------- | ------ | ------- | ------- | ------- |
| غراسهوبر ب               | 2011–12  | دوري هوفال الترويجي [الإنجليزية]           | 22     | 6       | —      | —       | —      | —       | —      | —       | 22      | 6       |
| غراسهوبر ب               | 2013–14  | 1. الليغا كلاسيك [الإنجليزية]              | 12     | 7       | —      | —       | —      | —       | —      | —       | 12      | 7       |
| غراسهوبر ب               | المجموع  | المجموع                                    | 34     | 13      | —      | —       | —      | —       | —      | —       | 34      | 13      |
| غراسهوبر                 | 2013–14  | دوري السوبر السويسري                       | 0      | 0       | —      | —       | —      | —       | —      | —       | 0       | 0       |
| فولفسبورغ ب [الإنجليزية] | 2014–15 ‏ | الدوري الألماني الدرجة الرابعة             | 26     | 11      | —      | —       | —      | —       | —      | —       | 26      | 11      |
| فولفسبورغ ب [الإنجليزية] | 2015–16 ‏ | الدوري الألماني الدرجة الرابعة             | 5      | 3       | —      | —       | —      | —       | —      | —       | 5       | 3       |
| فولفسبورغ ب [الإنجليزية] | المجموع  | المجموع                                    | 31     | 14      | —      | —       | —      | —       | —      | —       | 31      | 14      |
| نادي فادوتس              | 2015–16  | دوري السوبر السويسري                       | 23     | 4       | 2      | 1       | —      | —       | —      | —       | 25      | 5       |
| نادي فادوتس              | 2016–17  | دوري السوبر السويسري                       | 23     | 3       | 2      | 6       | 3      | 0       | —      | —       | 28      | 9       |
| نادي فادوتس              | المجموع  | المجموع                                    | 46     | 7       | 4      | 7       | 3      | 0       | —      | —       | 53      | 14      |
| غراسهوبر                 | 2017–18  | دوري السوبر السويسري                       | 10     | 2       | 3      | 1       | —      | —       | —      | —       | 13      | 3       |
| غراسهوبر ب               | 2017–18  | الدوري السويسري الدرجة الأولى [الإنجليزية] | 1      | 0       | —      | —       | —      | —       | —      | —       | 1       | 0       |
| نادي دبرتسني             | 2018–19  | البطولة الوطنية المجرية                    | 21     | 1       | 3      | 2       | —      | —       | —      | —       | 24      | 3       |
| الإجمالي                 | الإجمالي | الإجمالي                                   | 143    | 37      | 10     | 10      | 3      | 0       | —      | —       | 156     | 47      |

1. ↑  المباريات في دوري أبطال أوروبا والدوري الأوروبي

### المنتخب
آخر تحديث 25 مايو 2014.
| المنتخب الوطني | العام   | الظهور | الأهداف |
| -------------- | ------- | ------ | ------- |
| كوسوفو         | 2014    | 2      | 0       |
| المجموع        | المجموع | 2      | 0       |

## الإنجازات
غراسهوبر
- كأس سويسرا: 2012–13

فادوتس
- كأس ليختنشتاين: 2015–16، 2016–17

## وصلات خارجية
لا توجد روابط لمواقع التواصل الاجتماعي.

- Albion Avdijaj على موقع الاتحاد الأوربي (الإنجليزية)
- Albion Avdijaj على موقع قاعدة بيانات كرة القدم.إي يو (الإنجليزية)
- Albion Avdijaj على موقع بيانات كرة القدم. دي إي (الألمانية)
- Albion Avdijaj على موقع ناشيونال فوتبول تيمز (الإنجليزية)
- Albion Avdijaj على موقع Soccerway.com (الإنجليزية)
- Albion Avdijaj على موقع عالم كرة القدم.نت (الإنجليزية)
- ألبين أفديياي – سجل منافسات اليويفا
- Albion Avdijaj profile at اتحاد ألبانيا لكرة القدم.org